# Franco neohebridense

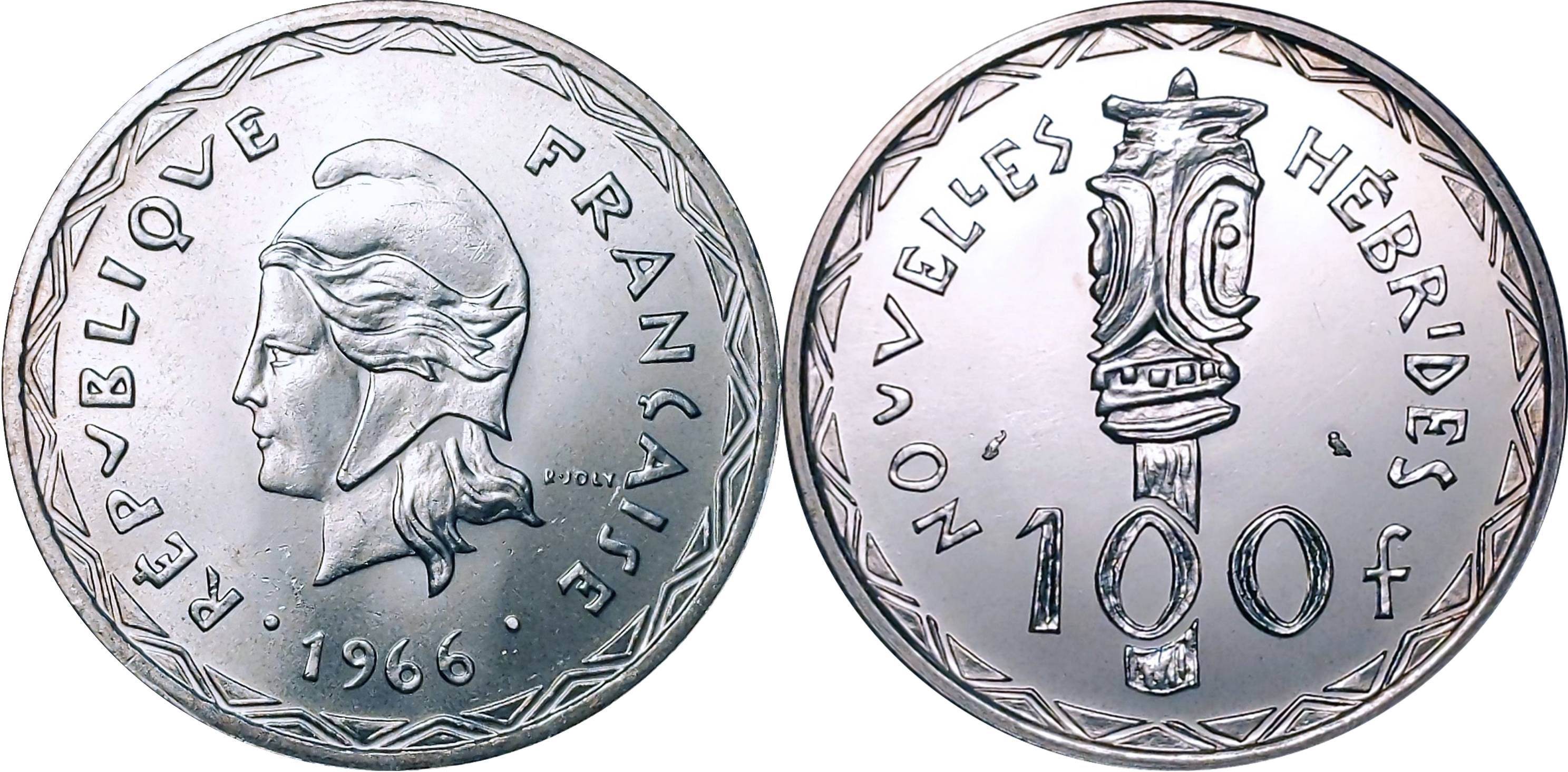
100 francos de las Nuevas Hébridas 1966

El franco fue la moneda del condominio anglo-francés de las Nuevas Hébridas que en 1980, luego de su independencia, se convirtieron en Vanuatu. El franco circuló desde 1966 hasta 1980 junto a la moneda australiana y la moneda del Reino Unido. El franco de Nuevas Hébridas se dividió nominalmente en 100 céntimos, aunque nunca fueron emitidas monedas fraccionarias. Entre 1945 y 1969 circuló el franco CFP.

## Historia
Hasta la Segunda Guerra Mundial, las Nuevas Hébridas utilizaban el franco francés y las unidades monetarias británicas y australianas. En 1941, las fuerzas de la Francia Libre introdujeron papel moneda de emergencia en el territorio. En 1945, el franco CFP se introdujo para aislar de la devaluación del franco francés y las Nuevas Hébridas utilizaron desde entonces una combinación de monedas del franco de Nueva Caledonia y billetes locales.
En 1949, la relación del franco CFP y el franco francés se estabilizó en 5,5 francos franceses = 1 franco CFP. Desde 1959, el tipo de cambio a la libra australiana fue casi exactamente 200 francos = 1 libra. Esta tasa se convirtió en 100 francos = 1 dólar australiano en 1966, cuando el dólar se introdujo. El dólar australiano se distribuyó junto con la moneda local.
Desde 1966, las monedas fueron producidos con el nombre de las Nuevas Hébridas. En 1969, el franco Nuevas Hébridas se separó del franco CFP y mantuvo la relación con el dólar de Australia de 100 francos = 1 dólar hasta 1973. En 1982, el franco fue reemplazado a la par por el vatu tras la independencia de Vanuatu. Al mismo tiempo, el dólar australiano dejó de circular oficialmente.

## Billetes
El primer billete de Nuevas Hébridas se publicó en 1921, un billete de 25 francos de la Comptoirs Français des Nouvelles Hébrides (Puestos de comercio francés de las Nuevas Hébridas), con fecha 22 août (agosto) de 1921. Es muy raro y son muy escasos. Nuevas Hébridas comenzó a emitir billetes de nuevo en 1941. Estos fueron billetes del Banco Central de Indochina sobreimpresos con un sello distintivo, sus denominaciones eran 5, 20, 100, 500 y 1000 francos. Las mismas denominaciones se emitieron en 1943 por el Comptoirs Français des Nouvelles Hébrides.
En 1965, el Instituto de Emisión de Ultramar se hizo cargo de la emisión de papel moneda en las Nuevas Hébridas e introdujo billetes en denominaciones de 100, 500 y 1000 francos entre 1965 y 1972. A diferencia de la Polinesia francesa y sus homólogos de Nueva Caledonia, Nuevas Hébridas nunca emitió papel moneda valuado en una denominación superior a los 1000 francos.
| Denominación |
| ------------ |
| 100 Francos  |
| 500 Francos  |
| 1000 Francos |

## Monedas
En 1966, las monedas de plata de 100 francos se introdujeron a la circulación. Estos fueron seguidos por piezas de níquel de 10 y 20 francos en 1967, luego por las de níquel-latón de 1, 2 y 5 francos en 1970 y la moneda, también de níquel, de 50 francos en 1972. Sólo las monedas de níquel (10, 20, y en francos 50) eran del mismo tamaño, composición y el anverso de las monedas correspondientes en la Polinesia Francesa y Nueva Caledonia.
El diseño general no ha cambiado desde la introducción de las monedas del franco de Nuevas Hébridas. El único cambio notable es la adición de "IEOM" (Institut d'émission d'outre-mer) en 1973.
| Denominación | Emisión   | Material     | Forma    |
| ------------ | --------- | ------------ | -------- |
| 1 Franco     | 1968-1977 | Níquel-Latón | Circular |
| 2 Francos    | 1968-1977 | Níquel-Latón | Circular |
| 5 Francos    | 1968-1977 | Níquel-Latón | Circular |
| 10 Francos   | 1969-1977 | Níquel       | Circular |
| 20 Francos   | 1968-1977 | Níquel       | Circular |
| 50 Francos   | 1970-1977 | Níquel       | Circular |
| 100 Francos  | 1970-1977 | Plata        | Circular |